# فاستو إلهاير
فوستو إيلهويار (بالإسبانية: Fausto Delhuyar)‏ كيميائي وعالم كيمياء إسباني باسكي ولد في 11 أكتوبر 1755 في مدينة لوغرونيو، إسبانيا، اكتشف مع شقيقه خوان خوسيه إيلهويار عنصر تنجستن وتوفي في مدريد في 6 فبراير 1833.

## روابط خارجية
- فاستو إلهاير على موقع الموسوعة البريطانية (الإنجليزية)